# Fuel Fandango
Fuel Fandango és un duo format pel productor Alejandro Acosta i la cantant cordovesa Cristina Manjón, més coneguda com a Nita. Solen anar acompanyats en els directes pel bateria Carlos Insulsa. Aquest és el nou projecte del productor després del seu anterior grup Mullo Project, amb el qual va aconseguir ser nomenat grup revelació espanyol de 2014 pel diari El País. Després de l'èxit el seu primer EP en més de 70 ciutats, graven el seu primer disc al 2010 en només 15 dies. Al 2013 publiquen el seu segon disc, Trece Lunas.
Al 2014 apareix la seva pel·lícula-tribut amb tots els seus videoclips.

## Història
Fuel Fandango sorgeix després de l'aturada d'Ale Acosta amb el seu anterior grup Mullo Project. Alejandro i Nita es van conèixer en 2008 a Còrdova, ja que Alejandro hi acostumava a anar a punxar. Alejandro era productor i dj i Nita era cantant educada al món de la cobla i el flamenc.
Durant un cap de setmana a la casa de camp dels pares d'ella van agafar una guitarra i va sortir un dels temes del disc (Just). Nita no volia ficar flamenc, per fer alguna cosa diferent al que havia estat fent, però Ale va proposar barrejar tots dos estils.
Van començar a compondre junts unint els mons que coneixien: funk, soul, electrònica, jazz i flamenc, en un estil propi i únic.
El nom del grup fusiona els dos mons que uneixen la seva música: el Fuel, la gasolina de les màquines, samplers, música electrònica, i d'altra banda, el Fandango, la música flamenca.

## Membres
- Cristina Manjón, "Nita" (veu, lletrista)
- Ale Acosta (instruments i producció, lletrista)
- Carlos Sosa (bateria)

## Discografia
| Any  | Detalls del disc |
| ---- | ---------------- |
| 2009 | EP1              |
| 2011 | Fuel Fandango    |
| 2013 | Trece lunas      |
| 2016 | Aurora           |

## Senzills
| Any  | Detalls del disc |
| ---- | ---------------- |
| 2011 | Talking          |
| 2013 | New life         |